# 4-es busz (Cegléd)
A ceglédi 4-es helyi járat Cegléd város egyik helyi érdekű buszjárata, ami a Vásárhelyi Pál lakótelep kapcsolatát biztosítja a Bedével.

## Megállóhelyek 4
| sz. | út (km) | megállóhely neve | átszállási kapcsolatok                                   | intézmények            |
| --- | ------- | ---------------- | -------------------------------------------------------- | ---------------------- |
| 0   | 0,0     | Autóbusz-állomás | 1, 2,2A, 3,3A, 4A, 5,5A, 6,6A, 7,7A, 8,8A, 9, 10,10A, 11 | Vasútállomás,CBA SUPER |
| 1   | 3,5     | Bede             | 4A                                                       | DPMG                   |
| 2   | 4,4     | CAT lakótelep    | 4A                                                       | DPMG                   |

## Megállóhelyek 4A
| sz. | út (km) | megállóhely neve | átszállási kapcsolatok                                  | intézmények                   |
| --- | ------- | ---------------- | ------------------------------------------------------- | ----------------------------- |
| 0   | 0,0     | CAT lakótelep    | 4                                                       | DPMG                          |
| 1   | 0,9     | Bede             | 4                                                       | DPMG                          |
| 2   | 1,8     | Kórház           | 4                                                       | Kórház, LIDL                  |
| 3   | 2,5     | Béke tér         | 4                                                       |                               |
| 4   | 3,9     | Posta            | 1, 2,2A, 3,3A, 4,5,5A, 6,6A, 7,7A, 8,8A, 10,10A, 11     | DM, Profi, Posta, Sportmúzeum |
| 5   | 4,7     | Gimn. u.         | 1, 2,2A, 3,3A, 4,5,5A, 6,6A, 7,7A, 8,8A, 10,10A, 11     | Gimnázium                     |
| 6   | 5,5     | Autóbusz-állomás | 1, 2,2A, 3,3A, 4, 5,5A, 6,6A, 7,7A, 8,8A, 9, 10,10A, 11 | Vasútállomás,CBA SUPER        |

## Indítások 4
Csak tanítási napokon!
| sz. | út (km) | megállóhely neve | indul |
| --- | ------- | ---------------- | ----- |
| 0   | 0,0     | Autóbusz-állomás | 7:21  |
| 1   | 3,5     | Bede             | 7:27  |
| 2   | 4,4     | CAT lakótelep    | 7:28  |

## Indítások 4A
Csak tanítási napokon!
| sz. | út (km) | megállóhely neve | indul |
| --- | ------- | ---------------- | ----- |
| 0   | 0,0     | CAT lakótelep    | 7:30  |
| 1   | 0,9     | Bede             | 7:32  |
| 2   | 1,8     | Kórház           | 7:34  |
| 3   | 2,5     | Béke tér         | 7:35> |
| 4   | 3,9     | Posta            | 7:37  |
| 5   | 4,7     | Gimn. u.         | 7:39  |
| 6   | 5,5     | Autóbusz-állomás | 7:40  |